# Scarborough, Ontario

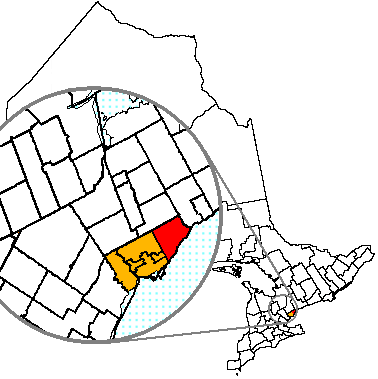
Scarborough (rött) i Toronto (orange) och Ontario.

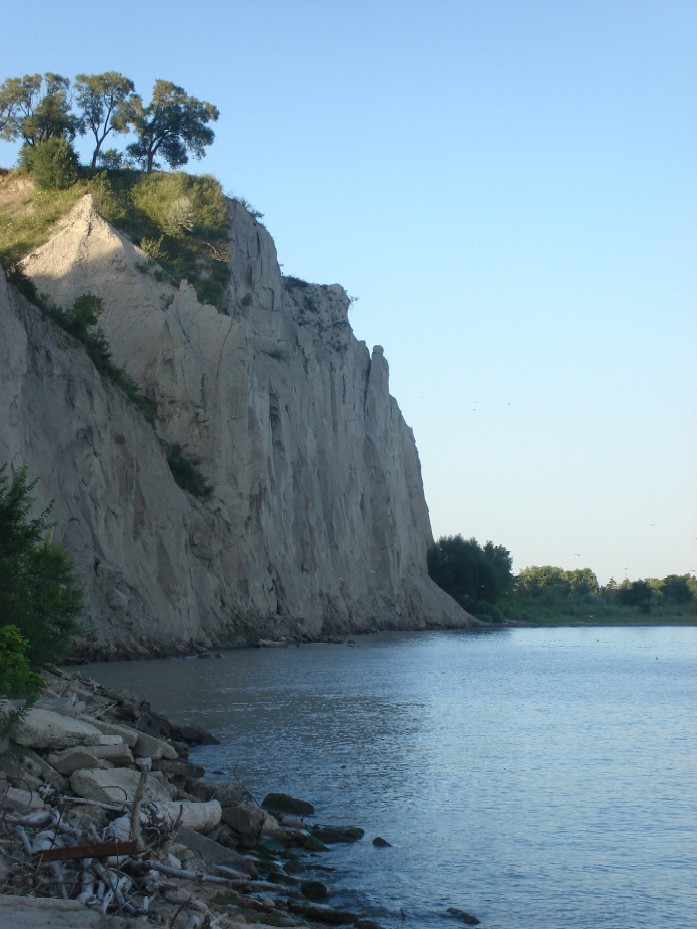
Klipporna som har gett namn åt Scarborough.

Scarborough [ˈskɑrˌbəroʊ] är den östra delen av staden Toronto i Kanada, med 593 297 invånare vid folkräkningen 2001. Området täcker 187,70 km² Platsen döptes av Elizabeth Simcoe (viceguvernören John Graves Simcoes fru) 1796, eftersom klipporna Scarborough Bluffs påminde henne om klipporna nära Scarborough i England. Under 200 år växte Scarborough från lantligt township till stad, och inkorporerades slutligen i Toronto den 1 januari 1998. Scarborough har 10 ledamöter i Torontos stadsfullmäktige. Ledamöterna bildar också ett utskott som bereder lokala frågor.
Scarborough är främst en förstad till Toronto, men har också några egna karaktärsdrag. 54 % av invånarna är utrikes födda, och många områden präglas av någon specifik grupp. Den kanadensiska upplagan av Hongkongtidningen Ming Pao publiceras i Scarborough. Längs Ontariosjöns strand, Rouge River och andra vattendrag finns relativt stora, delvis vilda grönområden. Torontos zoo ligger i Rouge River-dalen.
Det nationella TV-nätverket CTV har sitt huvudkontor i Agincourt i Scarborough.
I Scarborough finns två högskolor: Centennial College och University of Toronto Scarborough. Centennial blev Ontarios första community college när det öppnades 1966. Nu har det tre campus i Scarborough och ett i East York, 12 000 heltidsstudenter och 28 000 deltidsstudenter. University of Toronto Scarborough är ett campus som tillhör University of Toronto och öppnades 1964. Campuset hade 10 000 studenter 2006.
De tre östligaste stationerna på Bloor-Danforth-linjen på Torontos tunnelbana ligger i Scarborough. Från ändstationen Kennedy går en anslutande bana, Scarborough RT, genom Scarborough med sex stationer. Många busslinjer ansluter till tunnelbanan och Scarborough RT. Två pendeltågslinjer går också genom Scarborough.
Motorvägen 401 går genom mellersta Scarborough på sin väg från Windsor till Montréal.

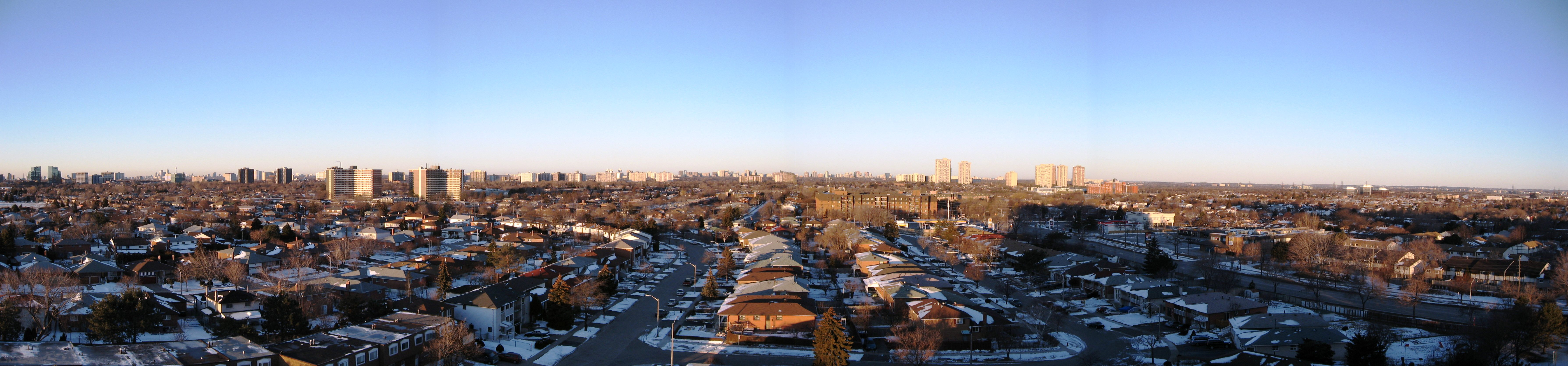
Flygfoto över västra Scarborough och North York, nära motorväg 404. Torontos skyline syns i bakgrunden till vänster.

### Fotnoter
1. ↑  ”Municipality of Metropolitan Toronto and the Regional Municipality of York” (på engelska). Archives of Ontario. http://www.archives.gov.on.ca/en/maps/counties/rm-york.aspx. Läst 13 november 2015.